# Advance (Indiana)
Advance es un pueblo ubicado en el condado de Boone en el estado estadounidense de Indiana. En el Censo de 2019 tenía una población de 458 habitantes y una densidad poblacional de 296,09 personas por km².

## Geografía
Advance se encuentra ubicado en las coordenadas 39°59′44″N 86°37′13″O / 39.99556, -86.62028. Según la Oficina del Censo de los Estados Unidos, Advance tiene una superficie total de 1.61 km², de la cual 1.61 km² corresponden a tierra firme y (0%) 0 km² es agua.

## Demografía
Según el censo de 2010, había 477 personas residiendo en Advance. La densidad de población era de 296,09 hab./km². De los 477 habitantes, Advance estaba compuesto por el 97.06% blancos, el 0.42% eran afroamericanos, el 0.21% eran amerindios, el 0.63% eran asiáticos, el 0% eran isleños del Pacífico, el 0.21% eran de otras razas y el 1.47% pertenecían a dos o más razas. Del total de la población el 0.84% eran hispanos o latinos de cualquier raza.